# Còlic del lactant
El còlic del lactant, també conegut com a còlic del nadó (i, menys correctament, còlic infantil), es defineix com a episodis de plors durant més de tres hores al dia, durant més de tres dies a la setmana, durant tres setmanes en un nen d'altra manera sa. Sovint el plor es produeix al vespre. Normalment no provoca problemes a llarg termini. El plor pot provocar frustració dels pares, depressió després del part, excés de visites al metge i maltractament infantil.
Es desconeix la causa del còlic. Alguns creuen que es deu a molèsties gastrointestinals com ara rampes intestinals. El diagnòstic requereix descartar altres possibles causes; pel que cal valorar si hi ha febre, activitat deficient, o un abdomen inflat. Menys del 5% dels nadons amb plor excessiu tenen una malaltia orgànica subjacent.
El tractament és generalment conservador, amb poca o cap funció per als medicaments o teràpies alternatives. Pot ser útil un suport addicional per als pares. L'evidència provisional avala certs probiòtics per al nadó i dieta baixa en al·lèrgens per la mare en aquelles que estiguin alletant. La llet hidrolitzada pot ser útil en aquells lactants amb lactància artificial.
El còlic afecta entre el 10 i el 40% dels nadons. Igualment freqüent en els nadons amb biberó i en lactància materna, comença durant la segona setmana de vida, arriba a les 6 setmanes i es resol entre les 12 i les 16 setmanes. rarament dura fins a un any d'edat. Apareix al mateix ritme en nens i nenes. La primera descripció mèdica detallada del problema es va publicar l'any 1954.